# Ismail Ahmed Ismail
Ismail Ahmed Ismail (Cartum, 10 de setembro de 1984) é um atleta sudanês, especialista na prova dos 800 metros. Foi o primeiro medalhista olímpico da história do Sudão.
Ismail disputou a final dos 800m nos Jogos Olímpicos de Verão de 2004, em Atenas, e finalizou a prova na oitava psoição. Nos Jogos Olímpicos de Verão de 2008, em Pequim, conquistou a medalha de prata com o tempo de 1min44s70 na final.

## Principais resultados
| Ano  | Campeonato                | Local              | Resultado | Prova |
| ---- | ------------------------- | ------------------ | --------- | ----- |
| 2002 | Campeonato Mundial Júnior | Kingston, Jamaica  | 5º        | 800 m |
| 2004 | Jogos Olímpicos           | Atenas, Grécia     | 8º        | 800 m |
| 2004 | Campeonato Africano       | Brazzaville, Congo | 3º        | 800 m |
| 2006 | Campeonato Africano       | Bambous, Maurício  | 2º        | 800 m |
| 2008 | Jogos Olímpicos           | Pequim, China      | 2º        | 800 m |

### Melhores marcas
- 800 metros - 1:44.47 min (2008)
- 1500 metros - 3:41.97 min (2005)